# Wilhelm Kaersten
Wilhelm August Kaersten (* 2. April 1871 in Kremmen; † 8. September 1954 in Oldenburg (Oldb)) war Syndikus der Handwerkskammer Oldenburg.

## Leben
Kaersten war der Sohn des Mühlenmeisters Johann Kaersten studierte Rechts- und Staatswissenschaften in Berlin und Heidelberg. Seit 1895 gehörte er der Burschenschaft Frankonia Heidelberg an. Anschließend arbeitete er beim Stadtmagistrat in Spremberg und bei der Handelskammer Frankfurt a. d. Oder. Am 11. Dezember 1902 wurde er zum Syndikus der Oldenburger Handwerkskammer gewählt. Bei Kaerstens Amtsantritt existierte im Großherzogtum Oldenburg noch keine umfassende Organisation des Handwerks. Auch durch Kaerstens Einsatz umfasste die Kammer 1919 schließlich 59 handwerkliche Genossenschaften mit insgesamt 2640 Mitgliedern.
Kaersten legte besonderes Augenmerk galt dem Aufbau des Berufsschulwesens und die diesbezügliche Zusammenarbeit zwischen der Regierung und dem Handwerk sowie die in den Berufsschulen etablierten Fortbildungsmöglichkeiten für Innungsmitglieder waren beispielhaft. Während des Ersten Weltkriegs gelang es Kaersten, die Aktivitäten der Kammer rechtzeitig zum Vorteil für die von der Zwangswirtschaft bedrohten Handwerksbetriebe zu reorganisieren. Ende 1918 wurde er in den Bürgerrat der Stadt Oldenburg, in den Beirat der Demobilisierungskommission und in den Vorstand des Landesbauernrats für den Freistaat Oldenburg gewählt. Als eine der ersten in Deutschland richtete die Oldenburger Handwerkskammer 1927 auf Kaerstens Betreiben eine Gewerbeförderungsstelle ein, die das Handwerk in seiner Anpassung an die jeweilige wirtschaftliche Entwicklung unterstützte.
Kaersten gehörte bis zu seiner Pensionierung am 1. Oktober 1933 dem Gesamtausschuss des deutschen Genossenschaftsverbandes, dem Aufsichtsrat der Gewerbe- und Handelsbank Oldenburg und dem Verwaltungsbeirat des Niedersächsischen Genossenschaftsverbandes an. Großherzog Friedrich August verlieh ihm am 3. Dezember 1913 den Titel Professor.
Er war verheiratet mit Johanne geb. Dählmann (1882–1951).